# Anémie sidéroblastique liée à l'X avec ataxie
L'anémie sidéroblastique liée à l'X avec ataxie est une maladie génétique très rare survenant uniquement chez les hommes. Il existe une anémie modérée ne s'accompagnant d'aucun signe clinique.
Les manifestations neurologiques se manifestent par une ataxie, une dysarthrie et une adiadococinésie (incapacité de réaliser normalement des mouvements alternatifs).  L'ataxie survient précocement. La dysarthrie et le tremblement intentionnel sont d 'intensité moyenne. L'ataxie ne s'aggrave pas ou s'aggrave très tardivement.
L'atteinte du neurone moteur provoque des réflexes tendineux vifs, un clonus musculaire disparaissant rapidement et une réponse inadéquate à la stimulation de la plante des pieds. L'utilisation de béquille ou de chaise roulante est parfois nécessaire. Un nystagmus est parfois présent. Un déficit intellectuel est présent ainsi qu'une tendance à la dépression.

## Sources
- (en) Roberta A Pagon, Thomas D Bird, X-Linked Sideroblastic Anemia and Ataxia In: GeneReviews at GeneTests: Medical Genetics Information Resource (database online). Copyright, University of Washington, Seattle. 1997-2006. www.genetests.org